# Escipión, el africano (película)
Escipión, el africano (en italiano, Scipione l'africano) fue un drama histórico italiano que se centra en la figura de Publio Cornelio Escipión desde su elección como proconsul hasta su victoria sobre Aníbal en la Batalla de Zama en el 202 A.C. Fue dirigido por Carmine Gallone y protagonizado por Annibale Ninchi y Camillo Pilotto. Este film fue promovido por Benito Mussolini y lanzado en 1937, sirviendo de propaganda para las ambiciones fascistas en el Norte de África. De hecho una división del ejército italiano fue utilizada como extras para el film, poco antes de ser enviada a la Guerra Civil Española.

## Reparto
- Annibale Ninchi como "Publio Cornelio Escipión"
- Camillo Pilotto como "Aníbal"
- Fosco Giachetti como "Capitán Masinissa"
- Francesca Braggiotti como "Reina Sofonisba"
- Marcello Giorda como "Sifax"
- Guglielmo Barnabò como "Furius"
- Isa Miranda como "Velia"
- Memo Benassi como "Catón el Viejo"
- Franco Coop como "Mezio"
- Ciro Galvani como "Quinto Fabio Máximo"
- Carlo Lombardi como "Lucius"
- Marcello Spada como "Arunte"
- Piero Carnabuci como "Il Reduce della Battaglia"
- Carlo Ninchi como "Lelius"
- Lamberto Picasso como "Asdrúbal"

## Premios y distinciones
Festival Internacional de Cine de Venecia
| Año  | Categoría                                | Persona         | Resultado |
| ---- | ---------------------------------------- | --------------- | --------- |
| 1937 | Copa Mussolini - Mejor película italiana | Carmine Gallone | Ganador   |